# Joan Baptista Olòriz i Serra
Joan Baptista Olòriz i Serra (Barcelona, 23 de gener de 1954) és un polític català, diputat al Congrés dels Diputats en la XI i XII legislatures.
És llicenciat en Filosofia i Lletres, secció història per la universitat Autònoma de Barcelona i doctorat amb excel·lent cum laude per la Universitat de Girona. Ha treballat com a professor de secundària a les comarques gironines, i actualment és catedràtic a l'institut Santiago Sobrequés de Girona. Militant del PSUC des de 1971 i posteriorment d'ICV, ha estat membre del Consell Social de la Universitat de Girona i síndic de 1994 a 1999. També és membre de la Secció intercomarcal de Comissions Obreres de Catalunya i representant del professorat a la Junta de Personal d'Ensenyament no Universitari.
Fou elegit regidor de l'ajuntament de Girona a les eleccions municipals espanyoles de 1999 per ICV i des de 2000 fou portaveu del grup municipal. A les eleccions municipals espanyoles de 2003 i 2007 renovà el càrrec i endemés fou segon tinent d'alcalde i regidor de polítiques socials i cooperació. A les eleccions municipals espanyoles de 2011, però, només fou portaveu del grup municipal.
A les eleccions generals espanyoles de 2015 i 2016 fou elegit diputat per Girona com a independent dins la candidatura d'Esquerra Republicana de Catalunya.